# 자연방사선

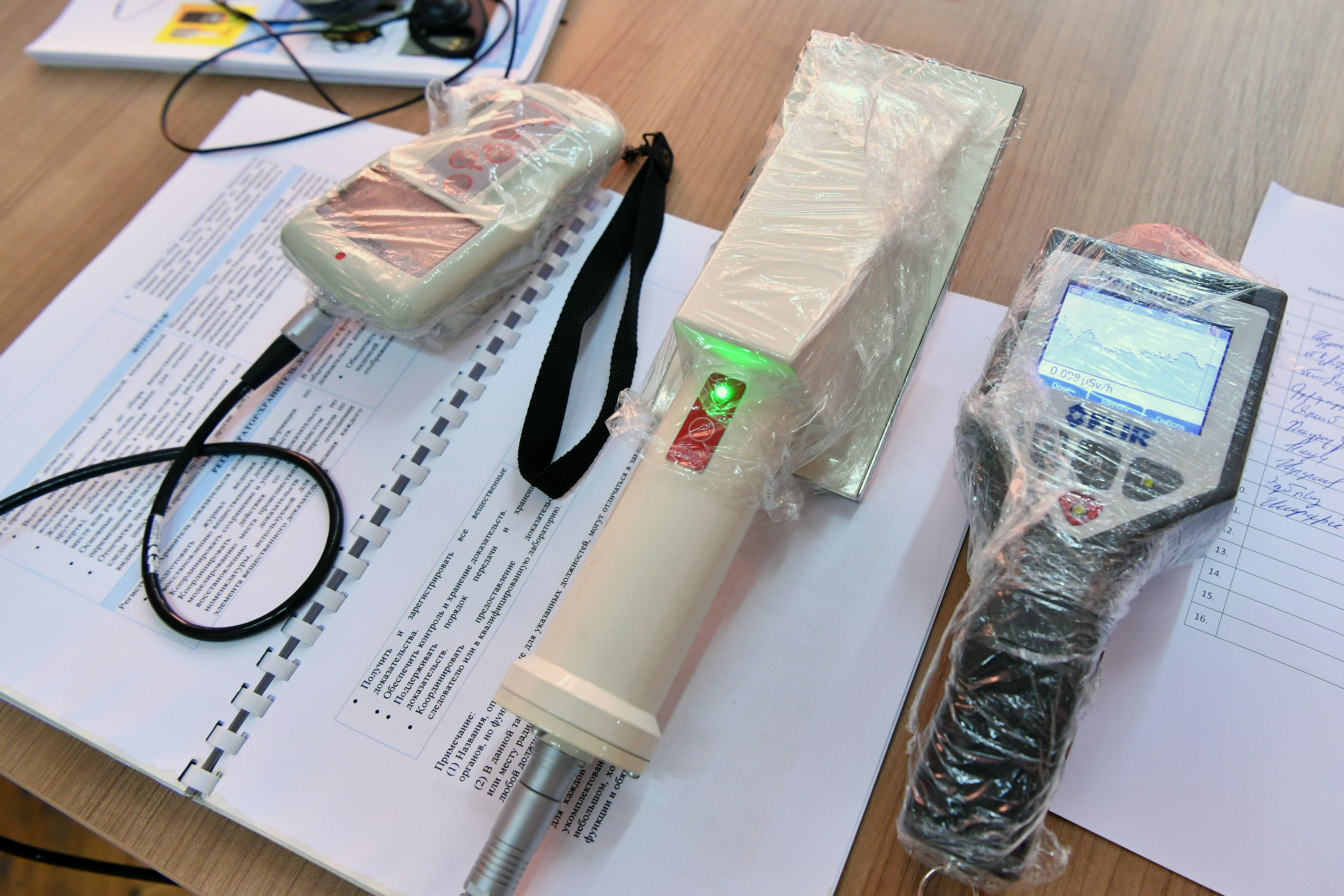

자연방사선(自然放射線), 배경방사선(background radiation)은 방사원의 유입으로 기인하지 않은 특정 지점의 환경에 존재하는 이온화 방사선의 수치를 측정한 것이다.
자연방사선은 다양한 원인에서 기인되며, 자연적인 원인과 인공적인 원인이 모두 포함된다. 여기에는 인간이 만든 의학 X-레이, 핵실험과 핵사고로부터의 낙진 외에도 자연 발생 방사선 물질(예: 라돈, 라듐)로부터 온 우주 방사선, 환경 방사선이 둘 다 포함된다.

## 예시
자연방사선은 위치와 시간에 따라 다양하다. 다음의 표에 예시가 있다:
| 방사원                   | 전 세계 | 미국  | 일본  | 비고 |
| ------------------------ | ------- | ----- | ----- | --- |
| 공기 흡입                | 1.26    | 2.28  | 0.40  | 대부분 실내 축적에 의한 라돈에서 기인.                                                                                |
| 음식, 물의 섭취          | 0.29    | 0.28  | 0.40  | (K-40, C-14 등) |
| 육지에서 온 지구방사선   | 0.48    | 0.21  | 0.40  | 토양, 건물 자재에서 기인.                                                                                             |
| 우주로부터 온 우주방사선 | 0.39    | 0.33  | 0.30  | 고도에 따름. |
| 부분 총계 (자연방사선)   | 2.40    | 3.10  | 1.50  | 인구 상당수가 10–20 mSv에 노출됨                                                                                      |
| 의료                     | 0.60    | 3.00  | 2.30  | 전 세계 수치에서 방사선 치료는 제외됨. 미국 수치는 대부분 CT 스캔, 핵의학임.                                          |
| 소비자 물품              | –       | 0.13  |       | 담배, 비행기 여행, 건물 자재 등.                                                                                      |
| 대기 핵실험              | 0.005   | –     | 0.01  | 1963년 최고 0.11 mSv. 그 이후로 감소 중. 관련 지역 주변에 있을 경우 더 높음                                           |
| 직업 상의 노출           | 0.005   | 0.005 | 0.01  | 노동자에 대한 전 세계 평균은 0.7 mSv. 대부분 광산의 라돈에 기인함. 미국의 경우 의료 및 항공 노동자들에게 영향을 미침. |
| 체르노빌 사고            | 0.002   | –     | 0.01  | 1986년 최고0.04 mSv. 그 이후로 감소 중. 관련 지역 주변에 있을 경우 더 높음                                            |
| 핵연료 순환              | 0.0002  |       | 0.001 | 주변 지역에서 최대 0.02 mSv. 직업 상의 노출은 제외                                                                    |
| 기타                     | –       | 0.003 |       | 산업, 안전, 의료, 교육, 연구                                                                                          |
| 부분 총계 (인공방사선)   | 0.61    | 3.14  | 2.33  | |
| 전체                     | 3.01    | 6.24  | 3.83  | 밀리시버트 / 년 |

## 옥천 누층군
대한민국에 분포하는 변성퇴적암 지층 옥천 누층군에서는 우라늄과 토륨이 포함되어 있어 자연 방사능이 나오며 그 수치는 금산군에서 최고 1.78 mSv/y으로 측정되었다.

## 같이 보기
- 저배경 강철